# Red River Parish
Red River Parish (franska: Paroisse de la Rivière-Rouge) är ett administrativt område, parish, i delstaten Louisiana, USA. År 2010 hade området  9 091 invånare. Den administrativa huvudorten är Coushatta.

## Geografi
Enligt United States Census Bureau har countyt en total area på 1 041 km². 1 088 av den arean är land och 39 km² är vatten.  

### Angränsande områden
- Caddo Parish - nordväst
- Bossier Parish - norr
- Bienville Parish - nordost
- Natchitoches Parish - sydost
- DeSoto Parish - väster